# Alejandra Meco
Alejandra Meco Nahim (Madrid, 25 maggio 1990) è un'attrice e ballerina spagnola, nota per aver interpretato il ruolo di Teresa Sierra nella soap Una vita (Acacias 38) e per quello di Elsa Laguna nella soap Il segreto (El secreto de Puente Viejo).

## Biografia
Alejandra Meco è nata il 26 maggio 1990 a Madrid (Spagna), fin da piccola ha mostrato un'inclinazione per la recitazione e per il teatro.

## Carriera
Alejandra Meco prima di frequentare l'università, ha studiato danza classica presso il conservatorio di Madrid. In seguito ha deciso di diventare un'attrice, così ha affrontato gli studi di recitazione.
Dopo aver vissuto un anno in Italia, è tornata nella sua città natale, nella quale comincia a essere conosciuta come attrice televisiva. Nel 2013 ha interpretato il ruolo di Sara Alonso nel cortometraggio Juegos de verano diretto da Agustín Montero e Luis Riesco. Nel 2014 ha recitato nella serie Aída e nel cortometraggio Anillo de Amantes diretto da Javier Figuero. Nel 2015 ha recitato nelle serie El Caso: Crónica de sucesos (nel ruolo di Hija de Garcés) e in Relájate y Goza (nel ruolo di Novia de Américo). L'anno successivo, nel 2016, ha partecipato al programma televisivo Telepasión española, in onda su La 1.
Nel 2016 e nel 2017 è stata scelta per interpretare il ruolo di Teresa Sierra nella soap opera di La 1 Una vita (Acacias 38) e dove ha recitato insieme ad attori come Gonzalo Trujillo, Sara Miquel, Marc Parejo e Inés Aldea. Nel 2018 ha interpretato il ruolo di Martina nel cortometraggio Desire o Desiré para los incultos diretto da Franco Audrines. Nello stesso anno ha recitato nei film Desire diretto da Carlo Felice Audrines e in De perdidos al Río diretto da Patricia Medina.
Nel 2018 e nel 2019 è stata scelta per interpretare il ruolo di Elsa Laguna nella soap opera di Antena 3 Il segreto (El secreto de Puente Viejo) e dove ha recitato insieme ad attori come Ibrahim Al Shami, María Lima, Iván Montes, Paula Ballesteros e Trinidad Iglesias.
Nel 2019 ha interpretato il ruolo di Laura nel cortometraggio #pornovenganza diretto da Ignacio López. L'anno successivo, nel 2020, ha interpretato il ruolo di Lucía Soto nel cortometraggio The Aboves and the Belows diretto da Alejandro Marcos. Nello stesso anno ha recitato nel film Déjate llevar, mentre nel 2021 ha recitato nei film Déjate llevar e in Venus diretto da Jaume Balagueró. Nel 2022 ha recitato nei cortometraggi The Only Family diretto da Matthew Winters e in A Shame diretto da Matthew Winters.

### Lingue
Alejandra Meco oltre allo spagnolo, parla fluentemente l'inglese, l'italiano e il francese.

## Filmografia

### Cinema
- Desire, regia di Carlo Felice Audrines (2018)
- De perdidos al Río, regia di Patricia Medina (2018)
- The aboves and the bellows (2020)
- Déjate llevar (2021)
- Venus, regia di Jaume Balagueró (2022)

### Televisione
- Aída – serie TV (2014)
- El Caso: Crónica de sucesos – serie TV, 1 episodio (2015)
- Relájate y Goza – serie TV (2015)
- Una vita (Acacias 38) – soap opera, 346 episodi (2016-2017)
- Il segreto (El secreto de Puente Viejo) – soap opera, 282 episodi (2018-2019)

### Cortometraggi
- Juegos de verano, regia di Agustín Montero e Luis Riesco (2013)
- Anillo de Amantes, regia di Javier Figuero (2014)
- Desire o Desiré para los incultos, regia di Franco Audrines (2018)
- #pornovenganza, regia di Ignacio López (2019)
- The Aboves and the Belows, regia di Alejandro Marcos (2020)
- The Only Family, regia di Matthew Winters (2022)
- A Shame, regia di Matthew Winters (2022)

## Teatro
- Dos Mujeres, testo di Javier Dualte, diretto da Eduardo Recabarren (2012)
- El tartufo di Molière, diretto da Eduardo Recabarren (2012)
- La Casa de Bernarda Alba di Federico G e Lorca, diretto da Eduardo Recabarren (2013)
- Lo bueno de las lores es que se marchitan pronto di José Sanchís Sinisterra, diretto da Eduardo Recabarren (2013)
- Cómo gustéis di William Shakespeare, diretto da Lorena Bayonas (2014)
- Batas Blancas, diretto da Eduardo Recabarren e Aintzane Garreta (2015)
- Negro, diretto da Ricardo Campelo Paravides (2020)

## Programmi televisivi
- Telepasión española (La 1, 2016)

## Doppiatrici italiane
Nelle versioni in italiano dei suoi film e delle sue serie TV, Alejandra Meco è stata doppiata da:
- Martina Felli[20] in Una vita[21]
- Alessandra Sani[22] ne Il segreto[23]

## Riconoscimenti
- Hollywood Blood Film Festival
  - 2020: Vincitrice come Miglior attrice non protagonista[24]